# Miên Mẫn
Miên Mẫn (chữ Hán: 绵愍 hoặc 綿慜; 6 tháng 3 năm 1797 – 11 tháng 11 năm 1836), Ái Tân Giác La, là một Quận vương nhà Thanh trong lịch sử Trung Quốc. Kỳ tịch của ông thuộc Hữu dực cận chi Tương Lam kỳ đệ nhất tộc.

## Cuộc đời
Miên Mẫn sinh vào giờ Thân, ngày 8 tháng 2 (âm lịch) năm Gia Khánh thứ 2 (1797), trong gia tộc Ái Tân Giác La. Ông là con trai thứ ba của Khánh Hy Thân vương Vĩnh Lân, và là cháu nội của Thanh Cao Tông Càn Long Đế. Mẹ ông là Kế Phúc tấn Võ Giai thị (武佳氏). Năm Gia Khánh thứ 7 (1803), tháng 12, ông được phong làm Phụng ân Phụ quốc công. Đến năm thứ 24 (1819), tháng giêng, thăng làm Bối tử. Năm thứ 25 (1820), tháng 3, phụ thân ông qua đời, ông được tập tước Khánh Thân vương đời thứ 2, nhưng Khánh vương phủ không phải thừa kế võng thế, nên ông chỉ được phong làm Khánh Quận vương (慶郡王). Năm Đạo Quang thứ 3 (1823), quản lý Trung Chính điện và sự vụ Ung Hòa cung. Năm thứ 14 (1834), ông nhậm chức Đô thống Hán quân Tương Hoàng kỳ, cùng năm lại điều làm Đô thống Mông Cổ Chính Hồng kỳ, nhậm Nội đại thần. Năm thứ 16 (1836), tháng 5, quản lý sự vụ Chính Hoàng kỳ Giác La học. Ngày 3 tháng 10, giờ Thân, ông qua đời, được truy thụy Khánh Lương Quận vương (慶良郡王). Con thừa tự của ông là Dịch Thải kế thừa tước vị, tiếp tục được phong Quận vương. Tương truyền ông là người thanh chính trung hiếu, nhận được sự tín nhiệm của Đạo Quang Đế, vâng mệnh duy cẩn, thận thủy kính chung, thật không có khuyết điểm. Sau khi qua đời, ông được an táng tại phía Nam của Cố Cung, nên người đời gọi là Nam cung (南宫).

## Gia quyến
- Nguyên phối: Ngạch Trát thị (額扎氏), con gái Hộ quân Cung Lĩnh Ngạch Nhĩ Kim Thái (恭领额尔金泰).
- Kế thất: Phú Sát thị (富察氏), con gái Vân Huy sứ Đô Luân (都伦).
- Con trai

1. Dịch Thuyên (奕缘, 1817 – 1818), mẹ là Kế Phúc tấn Phú Sát thị. Chết yểu.
2. Dịch Bân (奕斌, 1827 – 1833), mẹ là Kế Phúc tấn Phú Sát thị. Mất sớm.

- Con thừa tự: Dịch Thải (奕綵; 1820 – 1866), là con trai út của Nghi Thuận Quận vương Miên Chí (綿志). Năm 1836 được cho làm con thừa tự của Miên Mẫn và được tập tước Khánh Thân vương (慶親王), được phong Khánh Quận vương (慶郡王). Sau do bị tội nên được khôi phục thân phận Nghi vương phủ.